# Flux of Pink Indians
I Flux of Pink Indians erano un gruppo anarcho punk/hardcore punk che nacque a Bishops Stortford, Hertfordshire, Inghilterra.

## Storia del gruppo
Il gruppo nacque dalle ceneri degli Epileptics (che più tardi cambiarono il loro nome in Epi-X a causa dei reclami della British Epilepsy Association) con: Colin Latter (voce), Derek Birkett (basso), il chitarrista Andy e il batterista Sid (che militava anche nelle file dei Rubella Ballet). Il loro EP di debutto Neu Smell uscì per la Crass Records nel 1981. I testi delle canzoni toccavano argomenti molto delicati come il vegetarianismo e il pacifismo. La canzone che meglio rappresenta il gruppo è Tube Disasters, che è caratterizzata da una forte vena di humor nero, cosa molto inusuale tra gli altri gruppi punk di quel periodo.
In seguito Sid abbandonò la band per dedicarsi a tempo pieno ai Rubella Ballet, e fu presto sostituito da Bambi, che contemporaneamente suonava con i Discharge, mentre Andy fu sostituito da Simon. Comunque ambedue abbandonarono presto il gruppo per tornare a suonare con gli Insane, e furono sostituiti da Kevin Hunter e da Martin Wilson rispettivamente il vecchio chitarrista e il vecchio batterista degli Epileptics. L'album di debutto dei Flux of Pink Indians Strive To Survive Causing Least Suffering Possible, confermò le aspettative create dal primo EP tanto che la band fu spinta a creare una propria etichetta: la Spiderleg. Le canzoni erano state composte nel più classico stile punk con attacchi molto forti soprattutto rivolti alla società consumistica. Un esempio è l'anti-religiosa Is Anybody There che usando semplici liriche riesce ad enfatizzare al punto giusto le idee del gruppo.
Il secondo album del gruppo, The Fucking Cunts Treat Us Like Pricks, a causa dei contenuti ritenuti osceni, non fu venduto presso i negozi HMV, addirittura diverse copie furono sequestrate dal negozio Eastern Bloc dal capo della polizia di Manchester, con l'accusa di mostrare "articoli osceni per la pubblicazione e il guadagno". L'album, ironicamente, racconta una storia di violenza tra un uomo e una donna, esperienza vissuta in prima persona da uno dei componenti del gruppo che fu molestato sessualmente da una donna.
Dal 1986 il gruppo abbreviò il suo nome in Flux e pubblicò il suo terzo album Uncarved Block. Quest'ultimo lavoro si diversifica dai precedenti per una maggiore riflessività riscontrabile già nei testi più filosofici, che rimandano al buddismo e alla dottrina Zen, e di conseguenza nelle musiche nelle quali sono presenti elementi, come percussioni e basi funk.
Birkett, facendo tesoro dell'esperienza con la Spiderleg, abbandonò il gruppo per creare la One Little Independent Records che nel tempo ha riscosso un maggiore successo, e a volte usa ancora il nome Flux per occasionali progetti musicali. Latter si unì agli Hotalacio.

## Discografia
Album in studio
- 1983 - Strive to Survive Causing the Least Suffering Possible (LP, Spiderleg Records)
- 1984 - The Fucking Cunts Treat Us Like Pricks (LP, Spiderleg Records)
- 1986 - Uncarved Block (LP, pubblicato con il nome di Flux, One Little Independent Records)

EP
- 1981 - Neu Smell (EP, Crass Records)
- 1981 - 1970s Have Been Made in Hong Kong (EP)
- 1985 - Taking a Liberty (EP, Spiderleg Records)